# Linia kolejowa Łuczosa – Prydzwinskaja
Linia kolejowa Łuczosa – Prydzwinskaja – linia kolejowa na Białorusi łącząca stację Łuczosa ze ślepą stacją Prydzwinskaja. Używana jest w ruchu towarowym. Stacje położone na linii, z wyjątkiem Łuczosy, nie posiadają infrastruktury do obsługi ruchu pasażerskiego.
Linia położona jest w obwodzie witebskim.
Linia w całości jest niezelektryfikowana i jednotorowa.